# Liste des cours d'eau du pays de Galles

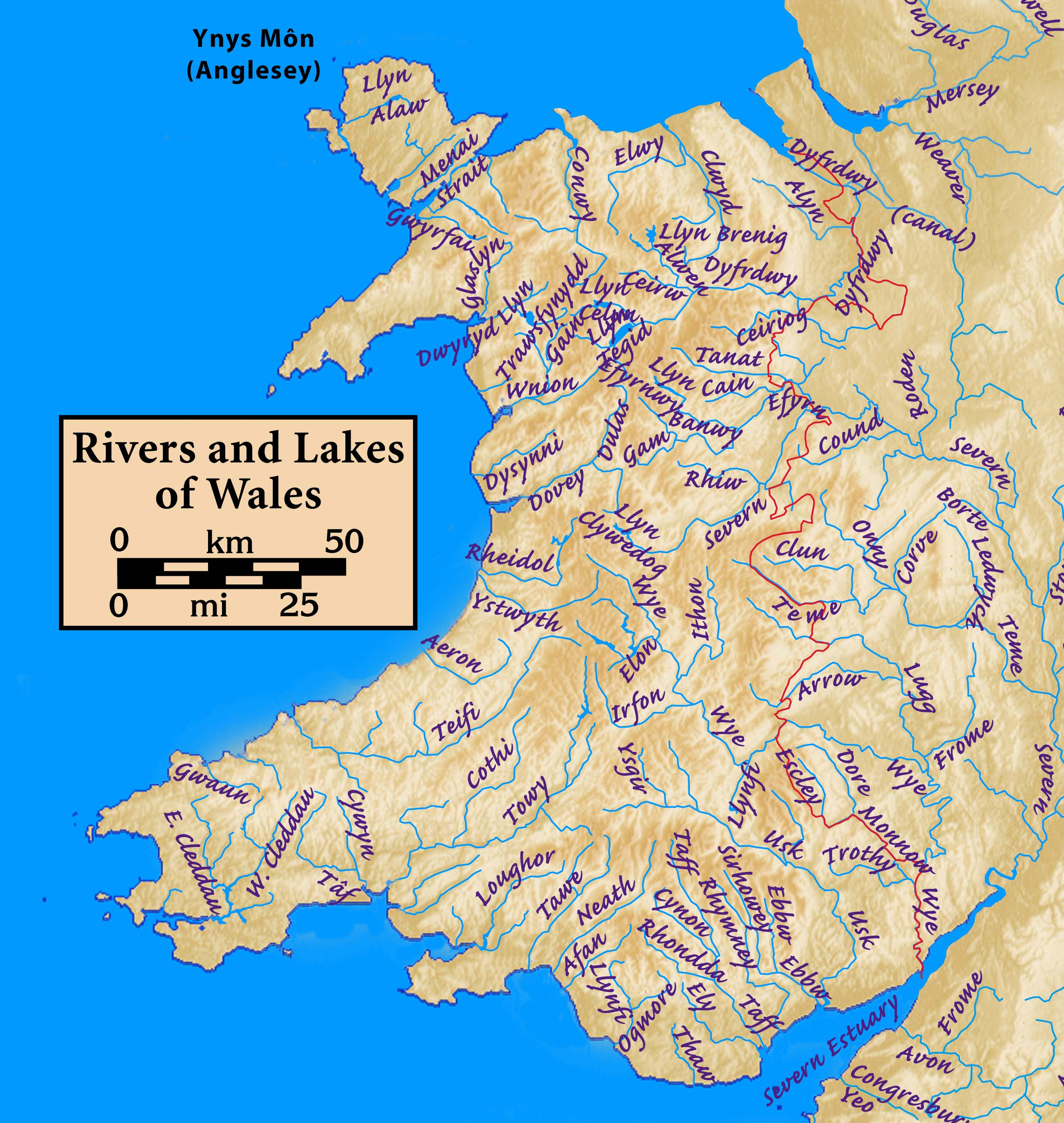
Carte des principaux cours d'eau du pays de Galles

Cette liste présente les différents cours d'eau du pays de Galles. 
| Nom anglais     | Nom gallois | Longueur | Zone(s) principale(s)                          | Embouchure            |
| --------------- | ----------- | -------- | ---------------------------------------------- | --------------------- |
| Afan (en)       | Afan        | ?        | Neath Port Talbot                              | canal de Bristol      |
| Alaw (en)       | Alaw        | ?        | Anglesey                                       | Llyn Alaw (en)        |
| Alyn (en)       | Alun        | ?        | Denbighshire, Flintshire, Wrexham              | Dee                   |
| Amman (en)      | Aman        | ?        | Carmarthenshire, Neath Port Talbot             | Loughor               |
| Annell (en)     | Annell      | ?        | Carmarthenshire                                | Cothi (en)            |
| Artro (en)      | Artro       | ?        | Gwynedd                                        | baie de Cardigan      |
| Braint (en)     | Braint      | ?        | Anglesey                                       | Menai                 |
| Brân (en)       | Brân        | ?        | Carmarthenshire                                | Towy                  |
| Cadnant (en)    | Cadnant     | ?        | Anglesey                                       | Menai                 |
| Cefni (en)      | Cefni       | ?        | Anglesey                                       | mer d'Irlande         |
| Cegidog (en)    | Cegidog     | ?        | Flintshire, Wrexham                            | Alyn (en)             |
| Cennen (en)     | Cennen      | ?        | Carmarthenshire                                | Towy                  |
| Cleddau         | Cleddau     | ?        | Pembrokeshire                                  | mer d'Irlande         |
| Clun (en)       | Clun        | 23       | Cardiff, Rhondda Cynon Taf                     | Ely                   |
| Clwyd           | Clwyd       | 56       | Denbighshire                                   | mer d'Irlande         |
| Clydach (en)    | Clydach     | ?        | Blaenau Gwent, Monmouthshire                   | Usk                   |
| Colwyn          | Colwyn      | ?        | Gwynedd                                        | Glaslyn               |
| Conwy           | Conwy       | 55       | Conwy                                          | mer d'Irlande         |
| Cothi (en)      | Cothi       | ?        | Carmarthenshire, Ceredigion                    | Towy                  |
| Cych (en)       | Cuch        | 13       | Carmarthenshire, Pembrokeshire                 | Teifi                 |
| Cywyn (en)      | Cywyn       | ?        | Carmarthenshire                                | Taf                   |
| Dee             | Dyfrdwy     | 113      | Denbighshire, Flintshire, Gwynedd, Wrexham     | mer d'Irlande         |
| Dyfi (en)       | Dyfi        | 48       | Ceredigion, Gwynedd, Powys                     | mer d'Irlande         |
| Dysynni (en)    | Dysynni     | 26       | Gwynedd                                        | baie de Cardigan      |
| Ebbw (en)       | Ebbw        | ?        | Blaenau Gwent, Caerphilly, Newport, Powys      | Usk                   |
| Eitha (en)      | Eitha       | ?        | Wrexham                                        | Dee                   |
| Elwy (en)       | Elwy        | ?        | Conwy, Denbighshire                            | Clwyd                 |
| Ely             | Elái        | 40       | Cardiff, Rhondda Cynon Taf                     | baie de Cardiff       |
| Ffraw (en)      | Ffraw       | ?        | Anglesey                                       | mer d'Irlande         |
| Garw (en)       | Garw        | 19       | Bridgend                                       | Ogmore (en)           |
| Gele (en)       | Gele        | ?        | Conwy, Denbighshire                            | Clwyd                 |
| Glaslyn         | Glaslyn     | 26       | Gwynedd                                        | baie de Cardigan      |
| Gwendraeth (en) | Gwendraeth  | ?        | Carmarthenshire                                | baie de Carmarthen    |
| Gwili (en)      | Gwili       | ?        | Carmarthenshire                                | Loughor               |
| Gwydderig (en)  | Gwydderig   | ?        | Carmarthenshire                                | Brân (en)             |
| Kenfig (en)     | Cynffig     | 18       | Bridgend, Neath Port Talbot                    | baie de Swansea (en)  |
| Lliedi (en)     | Lliedi      | ?        | Carmarthenshire                                | baie de Carmarthen    |
| Llynfi (en)     | Llynfi      | 16       | Bridgend                                       | Ogmore (en)           |
| Loughor         | Llwchwr     | ?        | Carmarthenshire, Swansea                       | baie de Carmarthen    |
| Marlais (en)    | Marlais     | ?        | Carmarthenshire                                | Cothi (en)            |
| Marlas (en)     | Marlas      | ?        | Carmarthenshire                                | Loughor               |
| Mawddach (en)   | Mawddach    | 45       | Gwynedd                                        | baie de Cardigan      |
| Monnow          | Mynwy       | 68       | Monmouthshire                                  | Wye                   |
| Morlais (en)    | Morlais     | 8        | Carmarthenshire                                | Loughor               |
| Ogmore (en)     | Ogwr        | ?        | Bridgend                                       | canal de Bristol      |
| Rheidol         | Rheidol     | 31       | Ceredigion                                     | baie de Cardigan      |
| Rhymney         | Rhymni      | 48       | Caerphilly, Cardiff, Newport, Powys            | canal de Bristol      |
| Sawdde (en)     | Sawdde      | ?        | Carmarthenshire                                | Towy                  |
| Severn          | Hafren      | 345      | Powys                                          | estuaire de la Severn |
| Sirhowy (en)    | Sirhywi     | ?        | Blaenau Gwent, Caerphilly                      | Ebbw (en)             |
| Taf             | Taf         | 56       | Carmarthenshire, Pembrokeshire                 | baie de Carmarthen    |
| Taff            | Taf         | 67       | Cardiff, Merthyr Tydfil, Rhondda Cynon Taf     | baie de Cardiff       |
| Teifi           | Teifi       | 122      | Carmarthenshire, Ceredigion, Pembrokeshire     | baie de Cardigan      |
| Towy            | Tywi        | 120      | Carmarthenshire, Ceredigion, Powys             | baie de Carmarthen    |
| Terrig (en)     | Terrig      | ?        | Denbighshire, Flintshire                       | Alyn (en)             |
| Tryweryn (en)   | Tryweryn    | 19       | Gwynedd                                        | Dee                   |
| Usk             | Wysg        | 125      | Carmarthenshire, Monmouthshire, Newport, Powys | estuaire de la Severn |
| Vyrnwy          | Efyrnwy     | 64       | Powys                                          | Severn                |
| Wheeler (en)    | Chwiler     | ?        | Denbighshire, Flintshire                       | Clwyd                 |
| Wye             | Gwy         | 250      | Monmouthshire, Powys                           | estuaire de la Severn |
| Ystwyth         | Ystwyth     | 33       | Ceredigion                                     | baie de Cardigan      |